# 1495

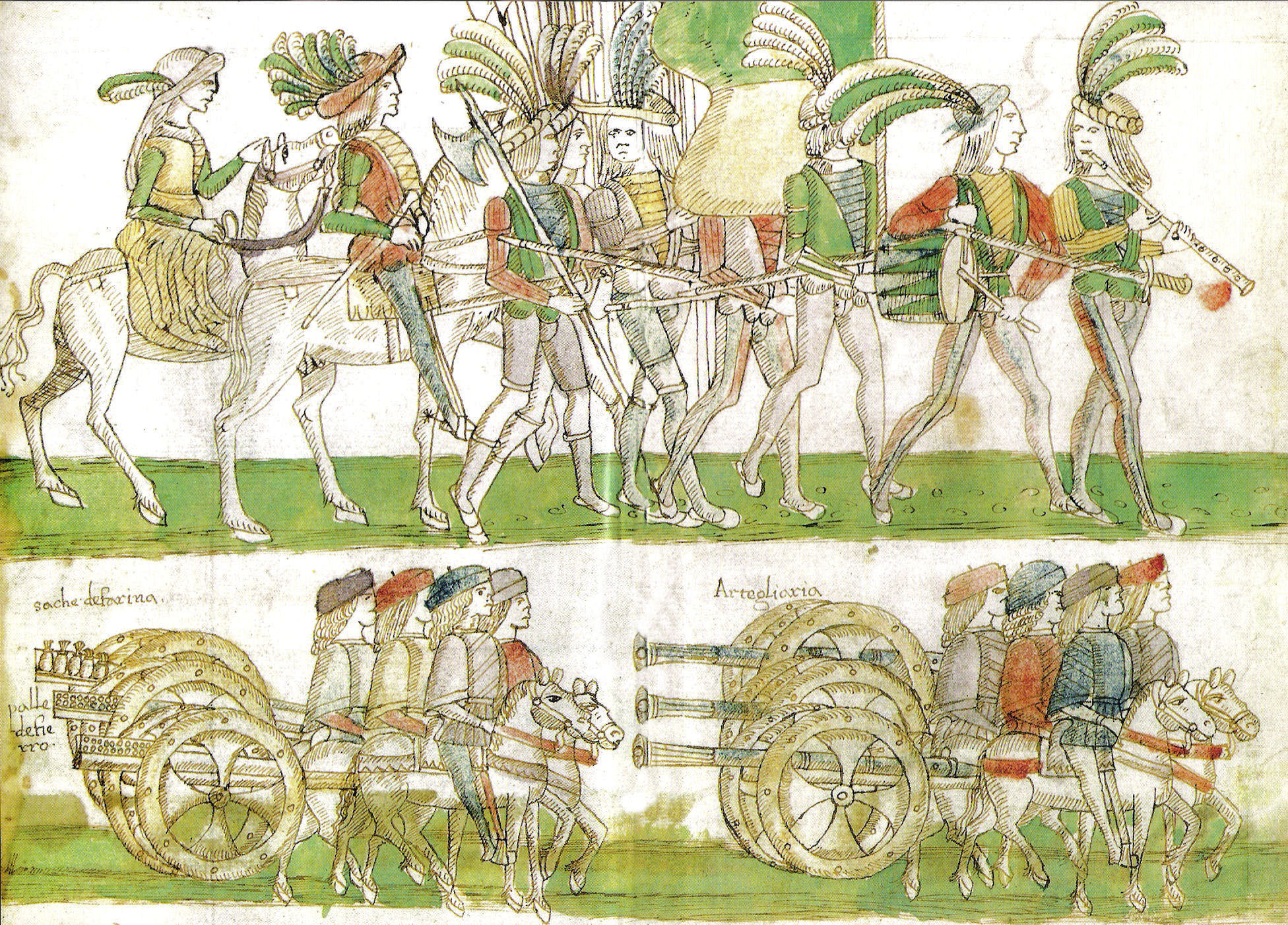
Karel VIII treedt Napels binnen

Het jaar 1495 is het 95e jaar in de 15e eeuw volgens de christelijke jaartelling.

## Gebeurtenissen
januari
- 23 - Alfons II van Napels wordt tot aftreden gedwongen.

februari
- 22 - Het Franse leger bereikt Napels. De stad wordt zonder weerstand ingenomen, en Karel VIII laat zich tot koning van Napels kronen.

maart
- 31 - Liga van Venetië: Milaan, paus Alexander VI, Venetië, koning Maximiliaan I en Ferdinand II van Aragon sluiten zich aaneen in een anti-Frans verbond.
- maart - Slag bij Santo Cerro: Oudst bekende veldslag tussen de Europese kolonisten en de inlandse bevolking in Amerika. De Spanjaarden verslaan de Taino in Hispaniola, drijven ze uiteen en maken hen die niet hebben kunnen vluchten tot slaaf.

juli
- 3 - De Vlaming Perkin Warbeck formeert met hulp van Margaretha van York een leger en steekt over naar Engeland om als yorkistisch troonpretendent de troon te claimen. Hij wordt echter vernietigend verslagen en vlucht naar Ierland.
- 6 - Slag bij Fornovo: Karel VIII verslaat het leger van de Liga van Venetië, maar moet zich desondanks onverrichter zake terugtrekken uit Italië.

augustus
- 7 - Zwolle, Deventer, Kampen en Groningen worden op de Rijksdag van Worms verheven tot vrije rijkssteden.

oktober
- 31 - Een Rijkshervorming wordt ingesteld om het Heilige Roomse Rijk bijeen te houden. Er komen kreitsen en een Rijkskamergerecht wordt opgericht.

Zonder datum
- Het graafschap Württemberg wordt op de Rijksdag verheven tot hertogdom.
- De Universiteit van Aberdeen en de Universiteit van Santiago de Compostela worden opgericht.
- Alexander van Polen verbant de Joden uit Litouwen.
- Christopher Columbus sticht Santiago de los Caballeros.

## Beeldende kunst

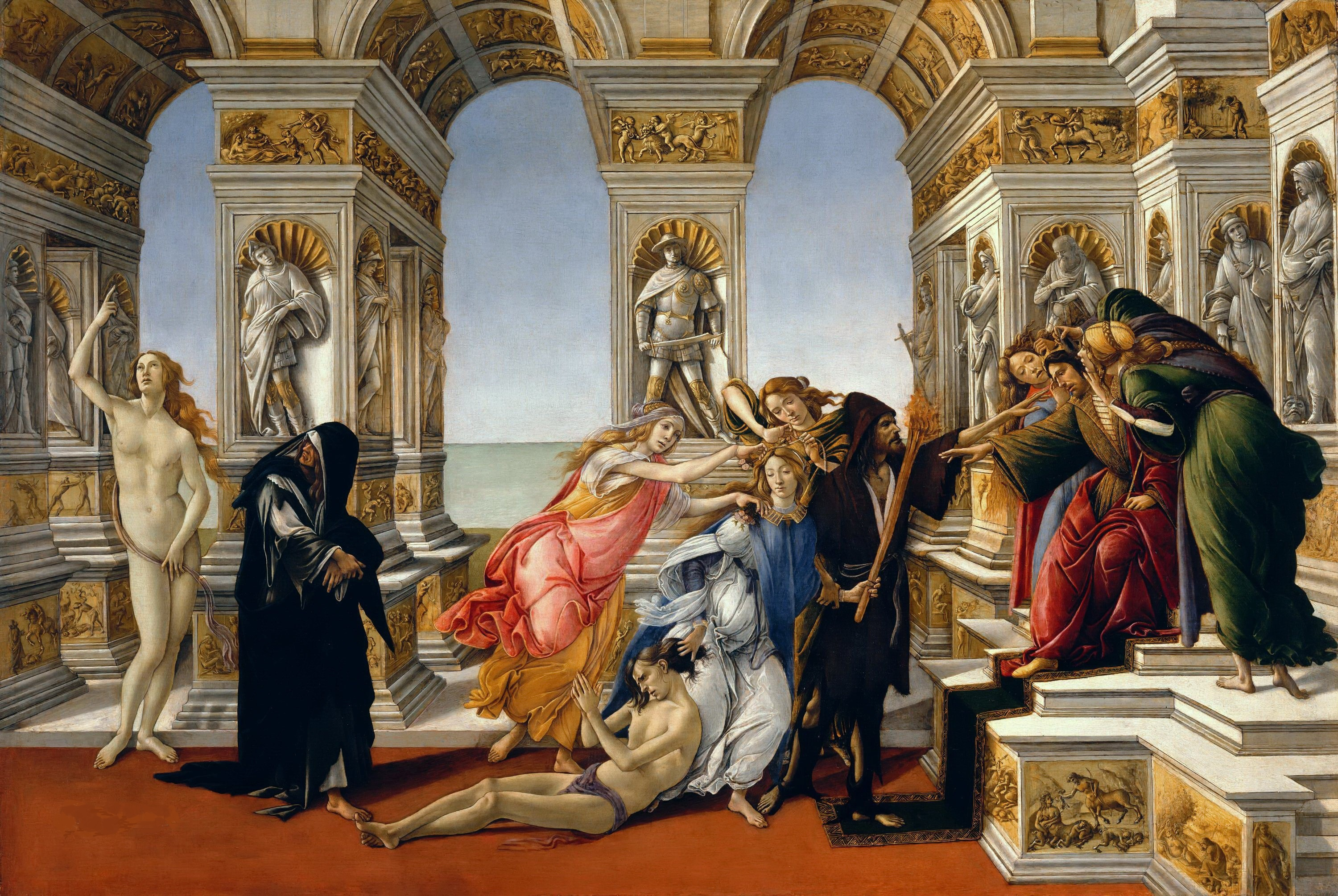
Sandro Botticelli: De Laster van Apelles
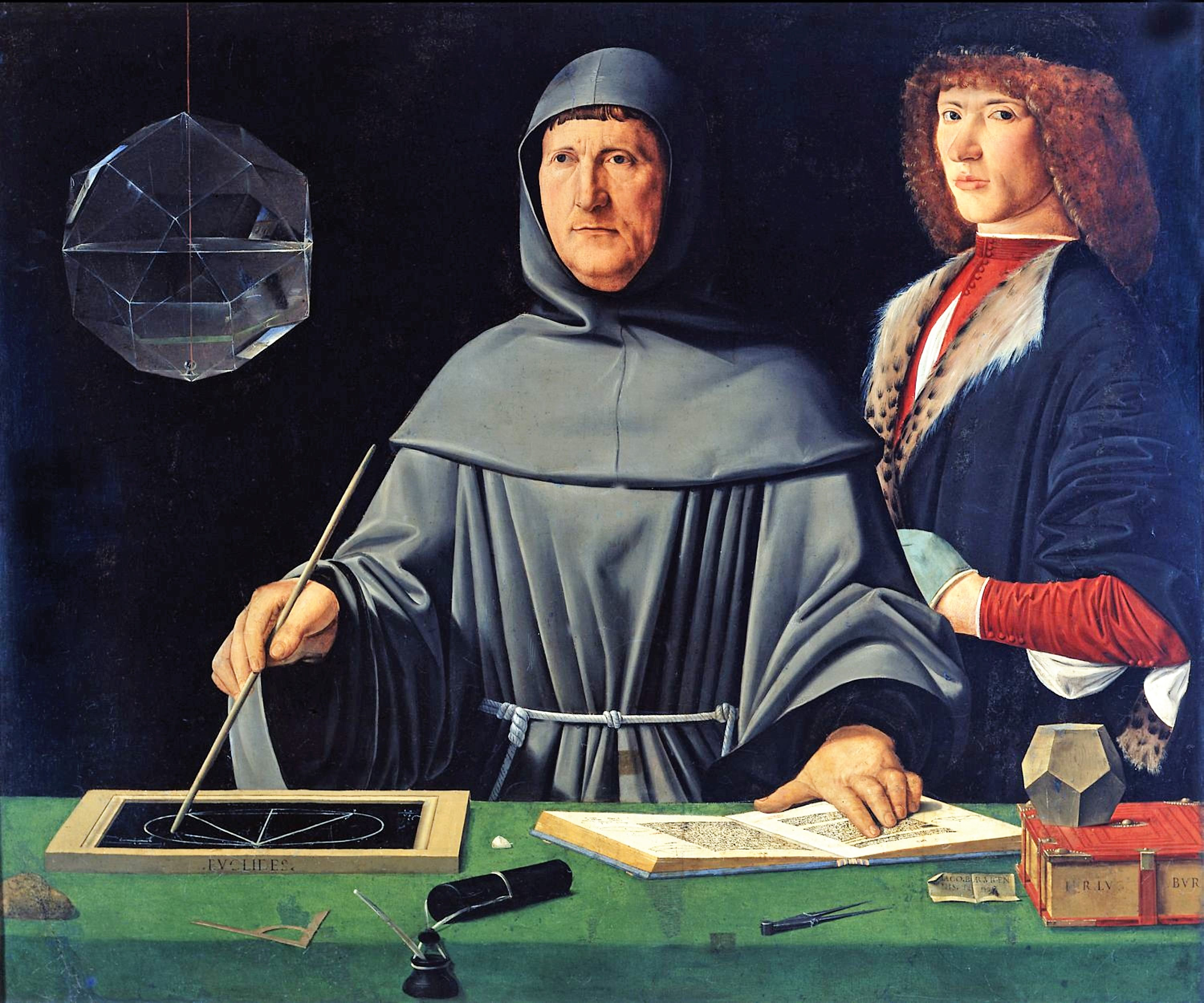
Jacopo de' Barbari: Portret van Luca Pacioli met een leerling
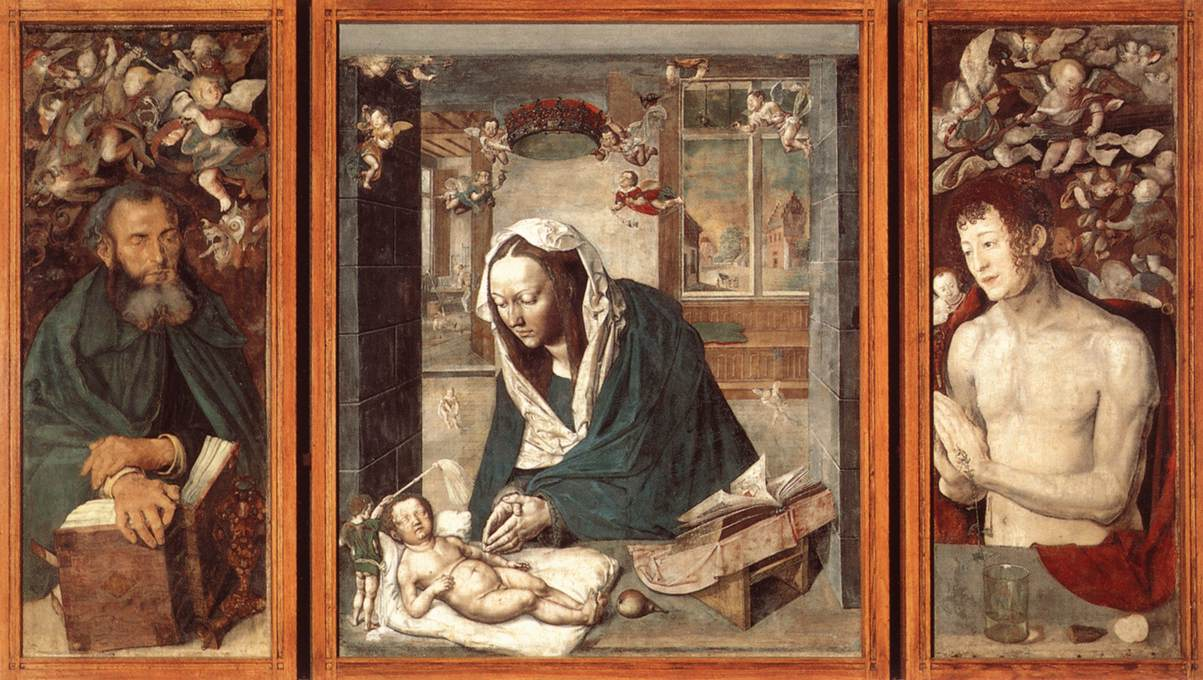
Albrecht Dürer: Altaarstuk van Dresden
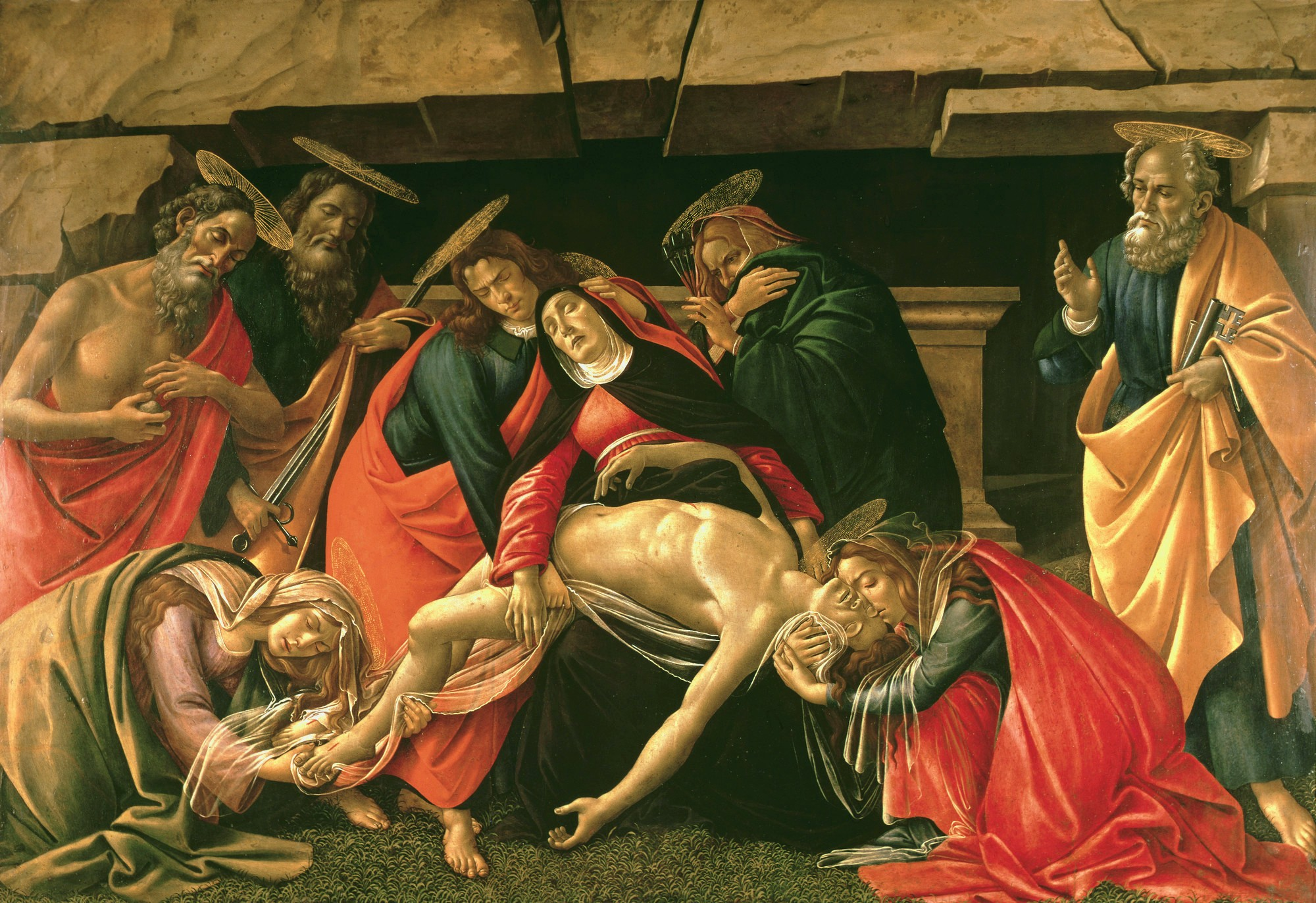
Sandro Botticelli: Bewening van de dode Christus
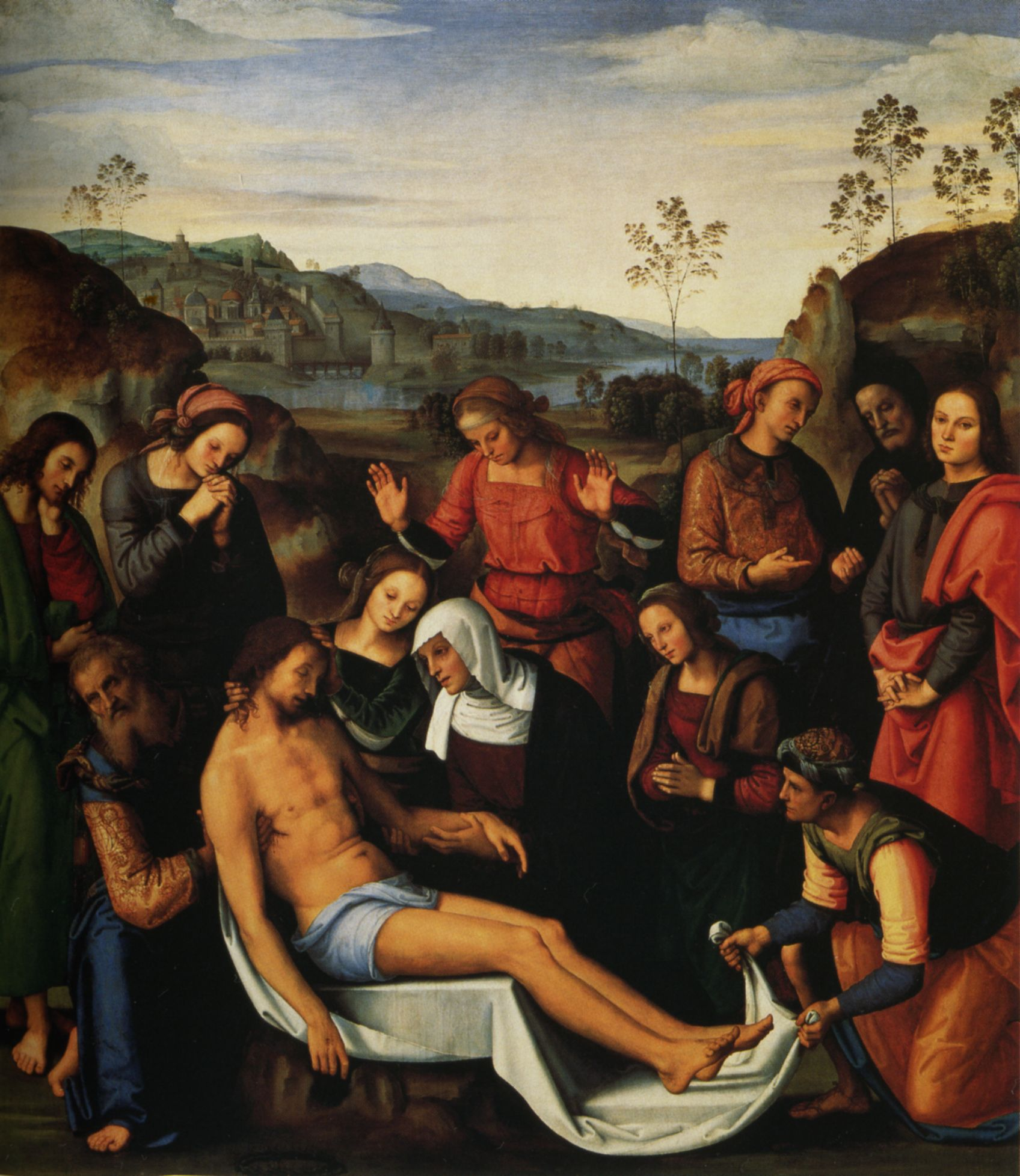
Pietro Perugino: Bewening van de dode Christus
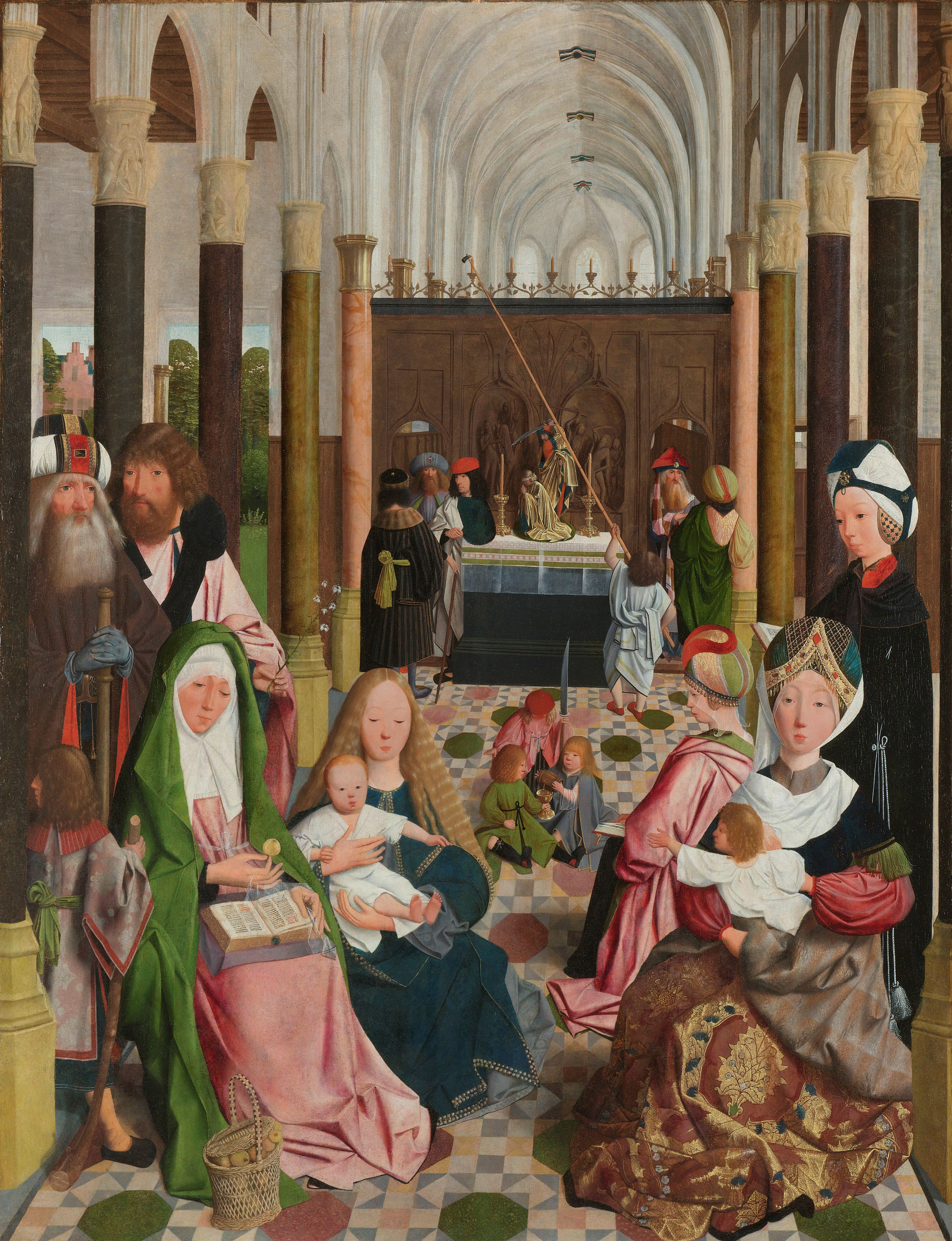
Geertgen tot Sint Jans: Heilige Maagschap

## Opvolging
- Brandenburg-Kulmbach - Sigismund opgevolgd door zijn broer Frederik I van Brandenburg-Ansbach
- Brunswijk-Calenberg-Göttingen - Willem II van Brunswijk-Wolfenbüttel opgevolgd door zijn zoon Erik I
- Brunswijk-Wolfenbüttel - Willem II opgevolgd door zijn zoon Hendrik I
- Lan Xang - Lasenthai opgevolgd door zijn zoon Som Phu onder regentschap van diens oom Visunarat
- metropoliet van Moskou - Simon als opvolger van Zosimus
- Napels - Alfons II opgevolgd door zijn zoon Ferdinand II, betwist door Karel VIII van Frankrijk
- Portugal - Johan II opgevolgd door zijn neef Emanuel I
- Sicilië (onderkoning) - Fernando de Acuña y de Herrera opgevolgd door Juan de Lanuza y Garabito
- Vendôme - Frans van Bourbon-Vendôme opgevolgd door zijn zoon Karel van Bourbon-Vendôme
- Walachije - Vlad Călugărul opgevolgd door zijn zoon Radu cel Mare

## Afbeeldingen

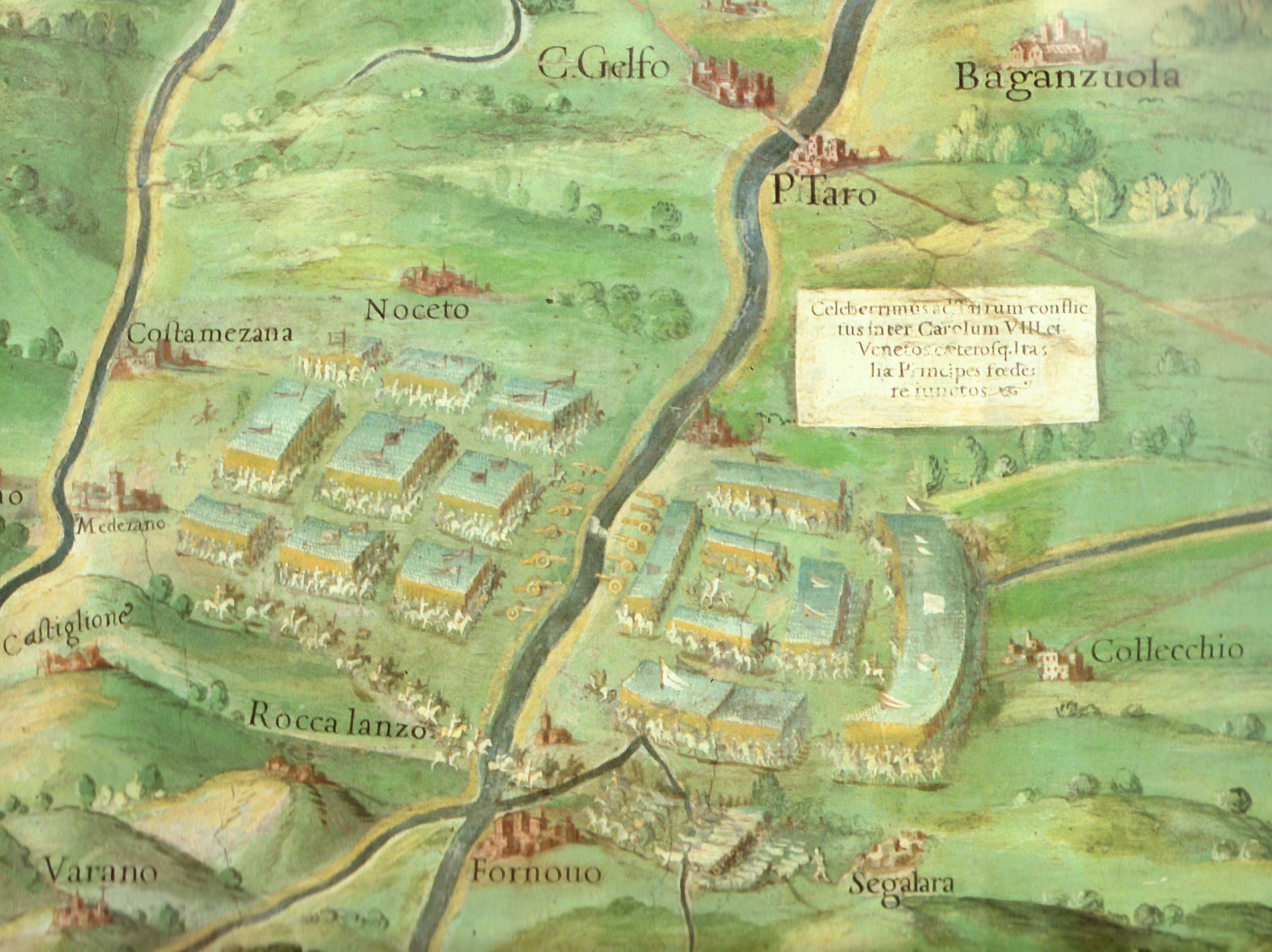
Slag bij Fornovo
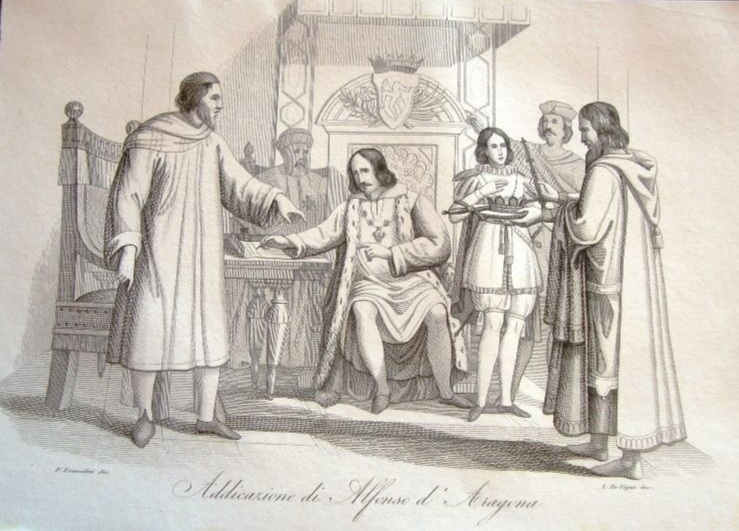
Alfons II van Napels doet afstand van de troon
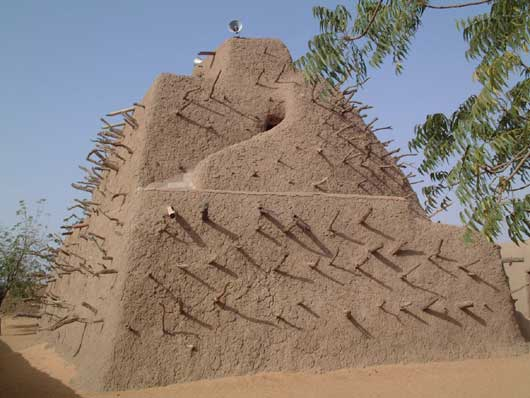
Tombe van Askia, Gao, gebouwd ca. 1495
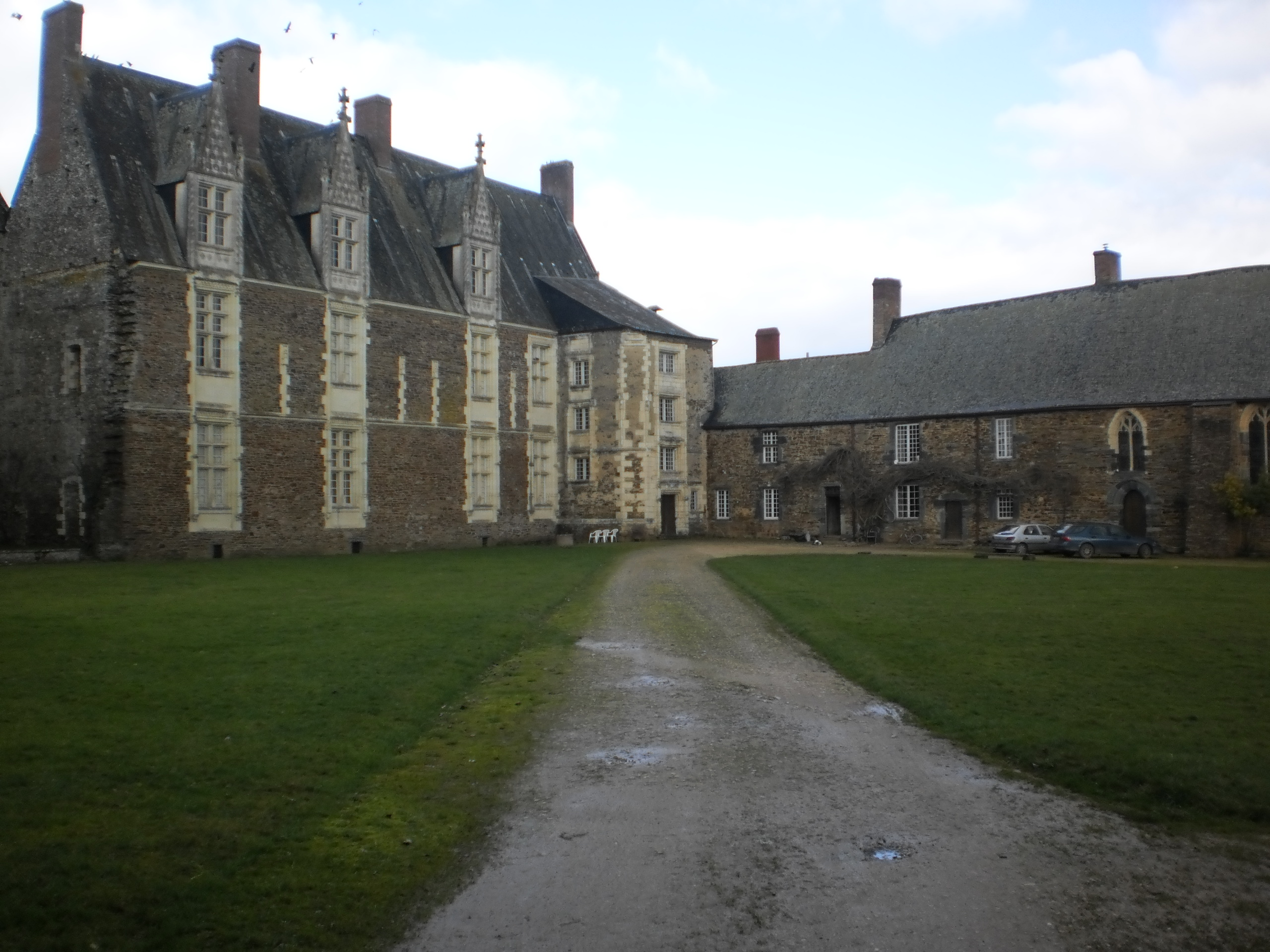
kasteel van La Motte-Glain, gebouwd 1495
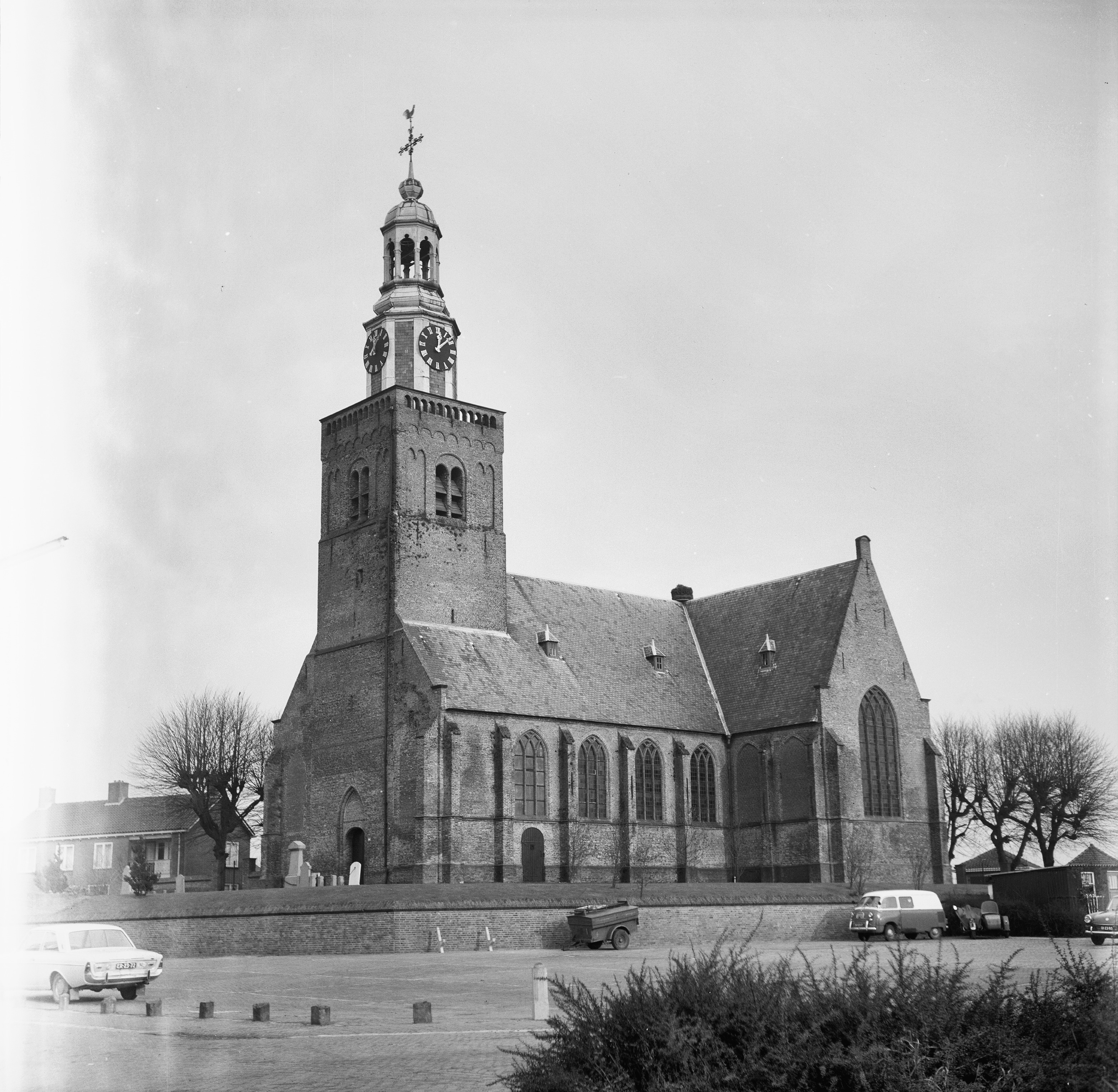
Hervormde kerk, Streefkerk, gebouwd 1495

## Geboren
- 4 februari - Francesco II Sforza, hertog van Milaan (1521-1535)
- 16 februari - Jan II van Płock (~39), Pools edelman
- 5 maart - Frederik III van Brunswijk-Göttingen-Calenberg, Duits edelman
- 8 maart - Johannes de Deo, Portugees kloosterling
- 9 maart - Adriana van Glymes, Nederlandse edelvrouw
- 29 maart - Leonhard Paminger, Oostenrijks theoloog en componist
- 16 april - Petrus Apianus, Duits geleerde
- 31 mei - Cecily Neville, Engels edelvrouw
- 1 augustus - Jan van Scorel, Noord-Nederlands schilder
- 24 augustus - Otto III van Brunswijk-Lüneburg, Duits edelman
- 18 september - Lodewijk X van Beieren, Duits edelman
- 6 oktober - Frans I van Bourbon-Vendôme, Frans edelman
- 17 november - Johan III van Nassau-Beilstein, Duits edelman
- Matteo da Bascio, Italiaans kloosterstichter
- Wolfert van Brederode, Noord-Nederlands edelman
- Johanna I Corsselaar van Wittem, Duits edelvrouw
- Marie Dentière, Zuid-Nederlands theologe
- Gian Matteo Giberti, Italiaans prelaat
- Leonhard Kleber, Duits componist
- Bernhard Rottmann, Duits anabapistenleider
- Johan de Verwer, Zuid-Nederlands politicus
- Hadrianus Amerotius, Frans geleerde (jaartal bij benadering)
- Jan van Batenburg, Nederlands anabapistenleider (jaartal bij benadering)
- Ambrosius Benson, Italiaans schilder (jaartal bij benadering)
- Bihari Mal, vorst van Amber (India) (jaartal bij benadering)
- Nicolas Gombert, Zuid-Nederlands componist (jaartal bij benadering)
- Matthias Greitter, Duits geestelijke en componist (jaartal bij benadering)
- India Catalina, Colombiaans tolk (jaartal bij benadering)
- Berend Knipperdolling, Duits anabapistenleider (jaartal bij benadering)
- Gerrit van Loo, Noord-Nederlands staatsman (jaartal bij benadering)
- Rutgerus Rescius, Zuid-Nederlands geleerde (jaartal bij benadering)
- Jan Taije, Zuid-Nederlands edelman (jaartal bij benadering)
- Nicolaas van Winghe, Zuid-Nederlands bijbelvertaler (jaartal bij benadering)
- Niklaas Zegers, Zuid-Nederlands geestelijke (jaartal bij benadering)
- Barbara Zápolya, echtgenote van Sigismund I van Polen (jaartal bij benadering)

## Overleden
- 11 januari - Pedro González de Mendoza (66), Spaans kardinaal
- 21 januari - Magdalena van Valois (51), regentes van Navarra
- 16 februari - William Stanley (~59), Engels militair
- 25 februari - Cem (35), Ottomaans troonpretendent
- 26 februari - Sigismund van Brandenburg-Kulmbach (26), Duits edelman
- 6 maart - Jan II van Legnica (~17), Silezisch edelman
- april - Cosimo Tura (~64), Italiaans schilder
- 12 mei - Jean de Haynin (71), Zuid-Nederlands kroniekschrijver
- 31 mei - Cecily Neville (80), Engels edelvrouw
- 14 juni - Vrancke van der Stockt, Zuid-Nederlands schilder
- 27 augustus - Maria Branković (~29), Servisch edelvrouw
- 10 september - Dorothea van Brandenburg (~65), echtgenote van Christoffel III en Christiaan I van Denemarken
- 14 september - Elizabeth Tudor (3), Engels prinses
- 23 september - Anna van Holstein (~60), Duits edelvrouw
- september - Vlad Călugărul (~70), vorst van Walachije (1481, 1482-1495)
- 25 oktober - Johan II (40), koning van Portugal (1481-1495)
- 30 oktober - Frans van Bourbon-Vendôme (~25), Frans edelman
- 5 december - Bartolomeo Fanti (~67), Italiaans geestelijke
- 6 december - Charles Orland (3), dauphin van Frankrijk
- 6 december - Jacob Sprenger (~58), Duits geestelijke en inquisiteur
- 18 december - Alfons II (47), koning van Napels (1494-1495)
- 25 december - David Lindsay (~55), Schots edelman
- december - Jasper Tudor (~64), Engels edelman en legerleider
- Angelo Carletti di Chivasso (~84), Italiaans theoloog
- Matteo di Giovanni, Italiaans schilder
- Lasenthai, koning van Lan Xang (1485-1495)

## Trivia
- Das Liebeskonzil van Oskar Panizza speelt zich af in 1495, tijdens de eerste gedocumenteerde syfilis-epidemie.